# 图库尔蒂-尼努尔塔一世
图库尔蒂-尼努尔塔一世（英語：Tukulti-Ninurta I）（？—前1208年），中亚述时期的亚述国王（公元前1245年—公元前1208年在位）他在东南征服喀西特人的国王卡什提里亚什四世，在东北征服古代的亚美尼亚，并且一度征服巴比伦尼亚。崇尚祭祀，曾建黎明女神伊西塔神庙。此神庙十分著名，为亚述建筑的典范。并扩建亚述城堡，后又在底格里斯河对岸建新都图库尔蒂-尼努尔塔城。公元前1208年为子所弑，死后亚述持续数年中衰。
| 前任： 萨尔玛那萨尔一世 | 亚述国王 前1245年－前1208年 | 繼任： 亚述纳迪纳普利 |